# Emil Stöhrer

Emil Stöhrer

Emil Stöhrer (* 25. September 1813 in Delitzsch bei Leipzig; † 25. August 1890 in Leipzig) war ein deutscher Mechaniker, Elektrotechniker und Erfinder von Elektrogeneratoren, Elektromotoren, eines Elektroautos, von Elektrotelegrafen sowie von Musikinstrumenten.

## Leben
Emil Stöhrer wurde als Sohn eines Arztes in Delitzsch 1813 geboren, drei Wochen vor der Völkerschlacht bei Leipzig. Er erhielt eine Schulausbildung bis zum Abiturientenexamen, die er abschließend von 1827 bis 1829 in der Fürsten- und Landesschule Schulpforta absolvierte. Danach begab er sich in die Lehre bei dem namhaften Leipziger Universitätsmechaniker Johann Gottlieb Wießner, der für seine wissenschaftlichen Instrumente sehr bekannt war.
Nach dieser technischen Ausbildung ging er zur Erlangung praktischer Fähigkeiten auf die Wanderschaft, die ihn bis nach Paris als damalige Hochburg der Feinmechanik und Elektromechanik führte. Hier war auch Ampere wirksam, auf den die Unterscheidung zwischen Stromstärke und Spannung sowie der Nachweis elektrodynamischer Stromwirkungen zurückgehen. Aus diesem Umfeld entstammen auch Anregungen, die Stöhrer später zum Bau elektromagnetischer Apparate veranlassten, zu deren führenden Herstellern er in Deutschland avancierte. Seine Wanderschaft fand ihren Abschluss mit der Gründung einer eigenen Werkstatt in Jena.
Schließlich heiratete er eine Tochter seines früheren Lehrmeisters Wießner und trat zugleich in die Werkstatt seines Schwiegervaters in der Weststraße 88 (heute Friedrich-Ebert-Straße) von Leipzig ein, die er nach dessen Tod ab 1842 allein weiterführte. Nach mehr als 20 Jahren übergab er 1863 das Geschäft an seinen Sohn Emil Stöhrer (* 1. März 1840 in Leipzig). Er selbst hat dann eine zweite Werkstatt für elektrotherapeutische Apparate in Dresden gegründet und 1880 nach mehr als 15 Jahren ebenfalls seinem Sohn Emil übergeben. Nach dessen unerwartetem Tod im Jahre 1882 hat er beide Geschäfte wieder selbst übernommen.

## Berufliche Tätigkeiten
Die Berufstätigkeit von Stöhrer auf dem Gebiet der Elektrotechnik fällt in eine Zeit des physikalisch-theoretischen Vorlaufs, verbunden mit einer engen Zusammenarbeit von theoretisch und experimentell arbeitenden Physikern mit erfahrenen Mechanikern sowie wirtschaftlich interessierten Geschäftsleuten. Als Voraussetzung für die starke Entwicklung der Elektrotechnik in dieser Zeit sind die herausragenden Arbeitsergebnisse anzusehen, wie diese insbesondere erbracht wurden von Gustav Theodor Fechner (1801–1887), Carl Friedrich Gauß (1777–1855), Wilhelm Eduard Weber (1804–1891), Michael Faraday (1791–1867), Emil Lenz (1804–1865) sowie nachfolgend durch die geschlossene Darstellung der elektromagnetischen Feld- und Lichttheorie durch James Clerk Maxwell (1831–1879).
In diesem Umfeld hat Stöhrer zunächst breit einsetzbare Elektrobatterien sowie Induktionsapparate geschaffen. Er gehörte zu den ersten Erbauern von Elektrogeneratoren und Elektromotoren mit relativ starken Strömen, die das Interesse seiner Zeitgenossen an einer wirtschaftlichen Nutzbarmachung erweckten. Er selbst nutzte den Elektromagnetismus auch zum Antrieb eines Elektroautos, mit dem er 1842 aus dem Stadtzentrum in den etwa 5 km entfernten Leipziger Vorort Connewitz fuhr, und für das er auch ein Patent hatte.
1844 verbesserte er seine elektro-magnetischen Maschinen dadurch, dass er mehrere Permanent-Magnete (Hufeisen-Magnete) kreisförmig anordnete und diesen ebenso viele Elektro-Magnete gegenüberstellte, die an einer gemeinsamen Achse drehbar befestigt waren. Diese „Stöhrer’sche Maschine“ galt in ganz Deutschland lange Zeit für die geeignetste ihrer Art und wurde vielfältig praktisch eingesetzt.
1846 entwickelte Stöhrer einen elektrischen Zeigertelegrafen, der mit Wechselstrom von einem Magnetinduktor betrieben wurde. Hierzu hatte ihn der aus Göttingen als Nachfolger von Fechner auf den Physiklehrstuhl an der Universität Leipzig berufene Weber ihn angeregt, der bereits in Göttingen mit Gauß zusammen an elektromagnetischen Telegrafen gearbeitet hatte. Bei dem Zeigertelegrafen von Stöhrer waren die Buchstaben und andere Zeichen kreisförmig auf einer Scheibe angeordnet und konnten mithilfe eines Zeigers ausgewählt werden, der entsprechend übertragener Stromimpulse auf der Sender- und Empfängerseite um gleiche Beträge verrückt wurde, somit die einzelnen Zeichen nacheinander übertragen hat.
Dieser Zeigertelegraf wurde ab 1847 bei der Sächsisch-Bayerische Staats-Eisenbahn auf der Strecke Leipzig-Hof eingesetzt, deren Kopfbahnhof sich bis heute in Leipzig erhalten hat und inzwischen durch den Citytunnel mit dem Hauptbahnhof verbunden wurde. Als man im Jahre 1849 die aus dem Jahre 1846 stammende Elektrische Telegrafenlinie Bremen–Bremerhaven modernisieren wollte, wurde auch der Buchstaben-Telegraf des Leipzigers Emil Stöhrer erprobt, den Zuschlag für die Sende- und Empfangsgeräte bekam dann allerdings das System Morse.
Stöhrer befasste sich auch mit dem Bau von Musik-Instrumenten, hier ist besonders ein Pianino mit Harmonium und ein höchst originelles Saiteninstrument in Pianinoform mit Klaviatur zu nennen, das ein vollständiges Streichorchester ersetzen konnte und das auf Ausstellungen in Paris und Wien als das Vollkommenste seiner Art gerühmt wurde.
Stöhrer war also eine historische Persönlichkeit, bei der sich handwerkliches Geschick und Erfahrung mit naturwissenschaftlicher Methodik, die sich aus der unmittelbaren Zusammenarbeit mit Physikern wie Wilhelm Eduard Weber ergab, und mit wirtschaftlichen Interessen eines produzierenden Geschäftsmannes zu einer ingenieurwissenschaftlichen Arbeitsweise verband.

## Ehrungen
- In der Leipziger Polytechnischen Gesellschaft wirkte Stöhrer als Vizepräsident. Diese Gesellschaft wirkte zu gewerblichen und technischen Problemen fördernd auf die industrielle Entwicklung in Leipzig.
- Stöhrer wurde durch seine zahlreichen Veröffentlichungen recht bekannt. Hierzu zählen auch seine Beiträge im „Polytechnischen Zentralblatt“ sowie in den „Annalen der Physik und Chemie“.
- Im Jahre 1860 wurde ihm für seine bahnbrechenden Leistungen die Ehrendoktorwürde (honoris causa) der Universität Jena verliehen.
- Stöhrer wurde auch Ehrenbürger der Stadt Leipzig.